# Cambé
Cambé város Brazíliában, Paraná államban. Lakosainak száma 107 208 fő (2022). Cambé Londrina, Arapongas, Bela Vista do Paraíso, Jaguapitã, Prado Ferreira, Rolândia és Sertanópolis községekkel határos.

## Népesség
A település népességének változása:
| Lakosok száma | 88 186 | 96 733 | 107 341 | 108 126 | 107 208 |
|               | 2000   | 2010   | 2020    | 2021    | 2022    |